# Ptericoptus columbianus
Ptericoptus columbianus är en skalbaggsart som beskrevs av Stefan von Breuning 1950. Ptericoptus columbianus ingår i släktet Ptericoptus och familjen långhorningar. Inga underarter finns listade i Catalogue of Life.